# Kvarteret Trollhättan

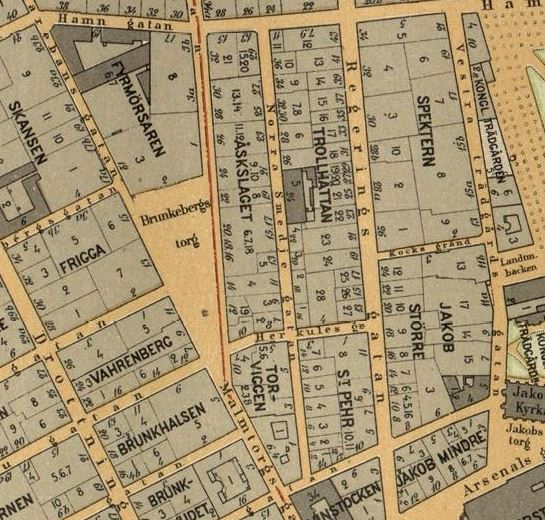
Kvarteren Trollhättan, Sankt Per, Åskslaget och Torviggen, 1899.

Trollhättan är ett kvarter på Norrmalm i Stockholms innerstad. Det mycket centralt belägna kvarteret omges av Hamngatan i norr, Regeringsgatan i öster, av Jakobsgatan i söder och av Malmtorgsgatan, Brunkebergstorg samt  Malmskillnadsgatan i väster. Hela kvarteret upptas sedan 1976 av Gallerian och dess byggnader.

## Historik

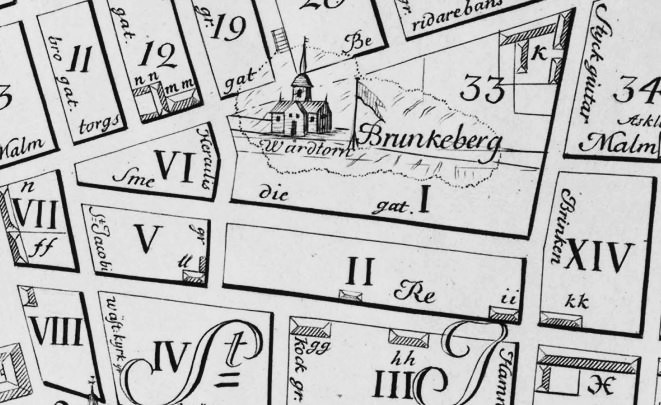
Trållhättan (II), St Päder (V), Åskeslaget (I) och Tornwiggen (VI), 1733. Norr är till höger.

Dagens Trollhättan består av fyra historiska kvarter: Trollhättan, Sankt Per, Åskslaget och Torviggen. De tre senare finns inte längre kvar. Samtliga är gamla kvartersnamn som omnämns redan på Petrus Tillaeus karta från 1733 och kallas där Trållhättan, St Päder, Åskeslaget och Tornwiggen. De märkliga kvartersnamnen Trållhättan, Tornwiggen och Åskeslaget hade med folktro och trolldom att göra. En tornvigg eller åskvigg var en sten med övernaturliga krafter och skyddade vid bland annat åsknedslag. Väster om Åskslaget reste sig Brunkeberget med Brunkebergsåsens vårdtorn och mellan Åskslaget och Trollhättan sträckte sig den numera försvunna Norra Smedjegatan.
Kvarteren var tätt bebyggda, här fanns sammanlagt 45 fastigheter med lika många hus, bland dem Allmänna Telefonaktiebolagets hus, NK:s kontorshus (arkitekt Ferdinand Boberg) och Felix Sachs hus (arkitekt Georg A. Nilsson). Största byggnad i kvarteret Trollhättan var Eugeniakapellet från 1837, belägen på fastigheten Trollhättan 5 (Norra Smedjegatan 24). Kvarteren låg lite avsides med knappt några butiker men många bostadshus och några hotell samt lokaler för småhantverkare. ”Vid Norra Smedjegatan, emellan dunkla hotell, där ligger så mörkt och ensamt katolikernas kapell…”, skaldade August Strindberg” på 1880-talet i Dikter på vers och prosa. Fram till slutet av 1960-talet fanns denna kvartersindelning med sin gamla bebyggelse bevarad.

## Storviggen och Trollhättan

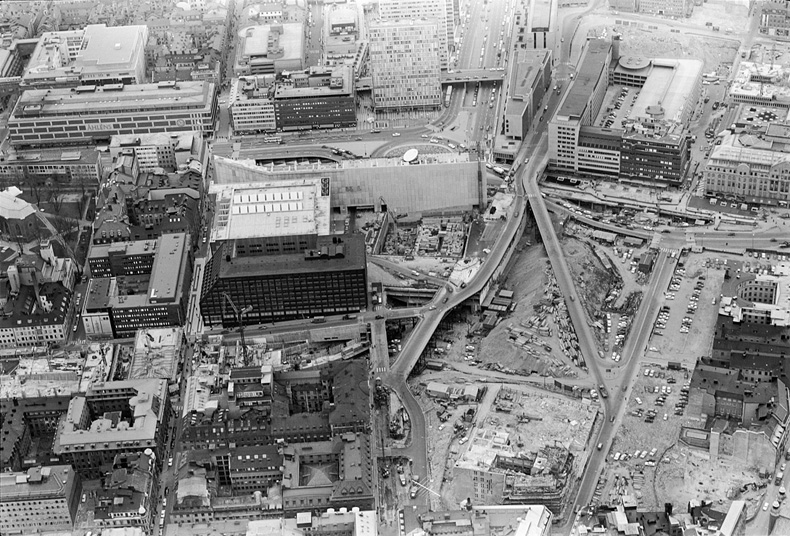
Kvarteret Storviggen i april 1972. Trafiken leddes diagonalt över byggropen mellan Regeringsgatan och Malmskillnadsgatan.

Kvarteret Trollhättan i sin nuvarande form skapades på 1960- och 1970-talen i ramen för Norrmalmsregleringen, men förarbeten och utredningar började redan på 1920-talet. I översiktsplanen City 67 formulerades det slutgiltiga utförandet och samma år igångsattes en omfattande rivning som berörde Norra Smedjegatan med kringliggande kvarter. 
Projektet fick arbetsnamnet Storviggen (troligen en anspelning på Torviggen), vilket även blev namnet på ett stort, nyskapat kvarter som omfattade de tidigare Trollhättan, Sankt Per, Åskslaget och Torviggen. Storviggen uppdelades i fyra fastigheter som skulle bebyggas med kontorshus och ett jättehotell. På Torviggen och Sankt Per planerades ett stort parkeringshus. En av de ledande arkitekterna bakom projektet Storviggen och hotellet var Sune Malmquist som även hade hittat på namnet Storviggen.
Efter att hotellprojektet misslyckats planerades 1972 istället för en klimatskyddad inköpsgalleria omgiven av kontors- och affärshus fördelade på fem fastigheter, P-huset slopades. Anläggningen invigdes 1976 under det gemensamma namnet Gallerian. Därefter utgick Storviggen som kvartersnamn och området blev en del av jättekvarteret Beridarebanan som omfattade stora delar av Nedre Norrmalm. Gallerians fastigheter hette nu Beridarebanan nr 55, 58, 59, 60 och 69.
I samband med en större fastighetsombildning på 1980-talet återupplivades de gamla kvartersnamnen igen, så även  Trollhättan, som idag består av fem fastigheter: Trollhättan 29 (Malmskillnadsgatan 32), Trollhättan 30 (Regeringsgatan 25–29), Trollhättan 31 (Regeringsgatan 13–21), Trollhättan 32 (Malmskillnadsgatan 6) och Trollhättan 33 (Brunkebergstorg 4–10).
Tillsammans utgör kvarteret Trollhättan och Gallerian den sista stora byggstenen i det nya City som skapades i början av 1970-talet och tillskrivs stora samhällshistoriska värden. Under projektnamnet Urban Escape påbörjade tomträttsägaren AMF Fastigheter 2015 en förnyelse av fastighetsbeståndet i kvarteret som avslutades 2019.

Trollhättans och Gallerians fem fastigheter efter ombyggnad
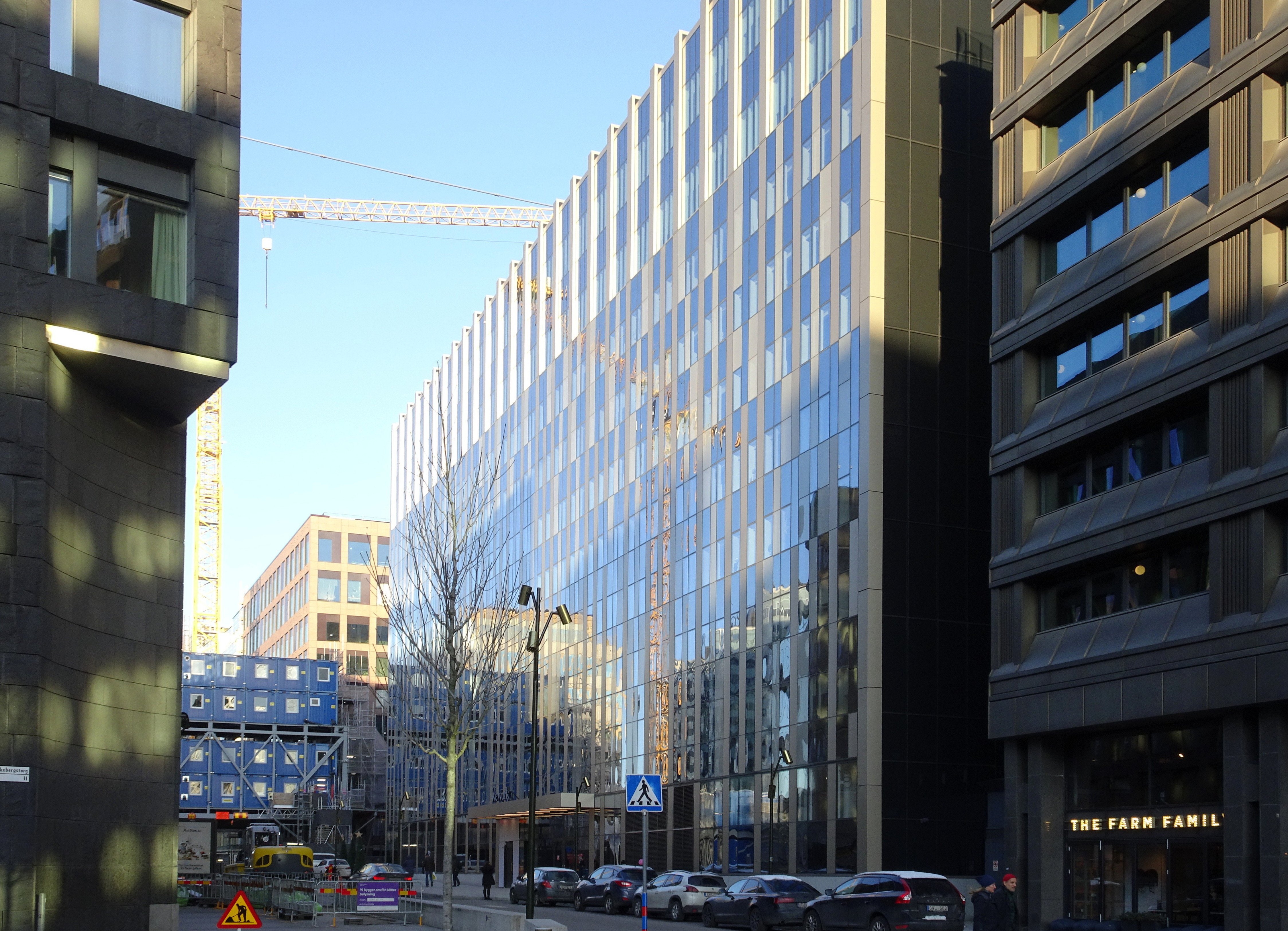
Trollhättan 29 (Malmskillnadsgatan)
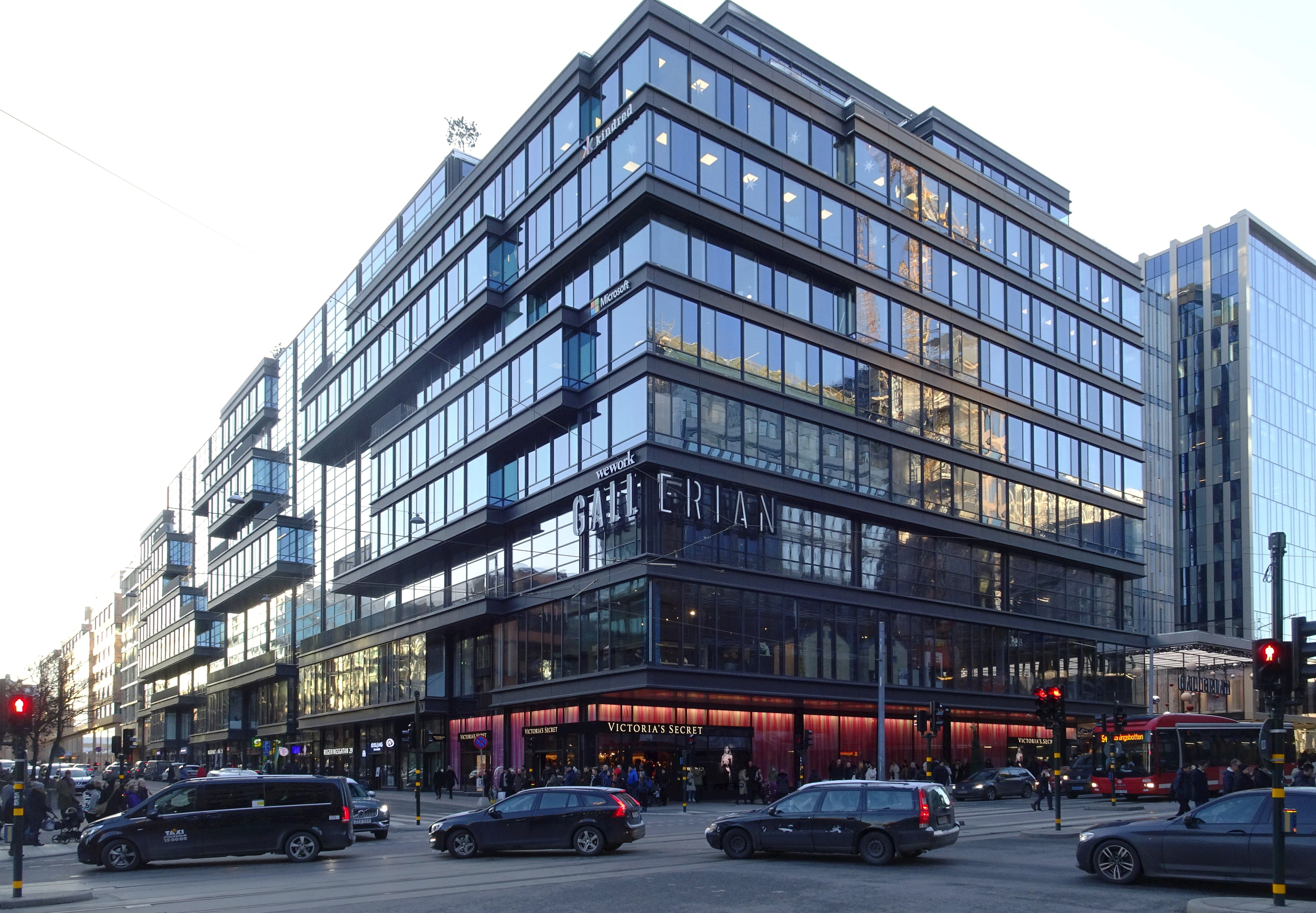
Trollhättan 30 (Regeringsgatan / Hamngatan)
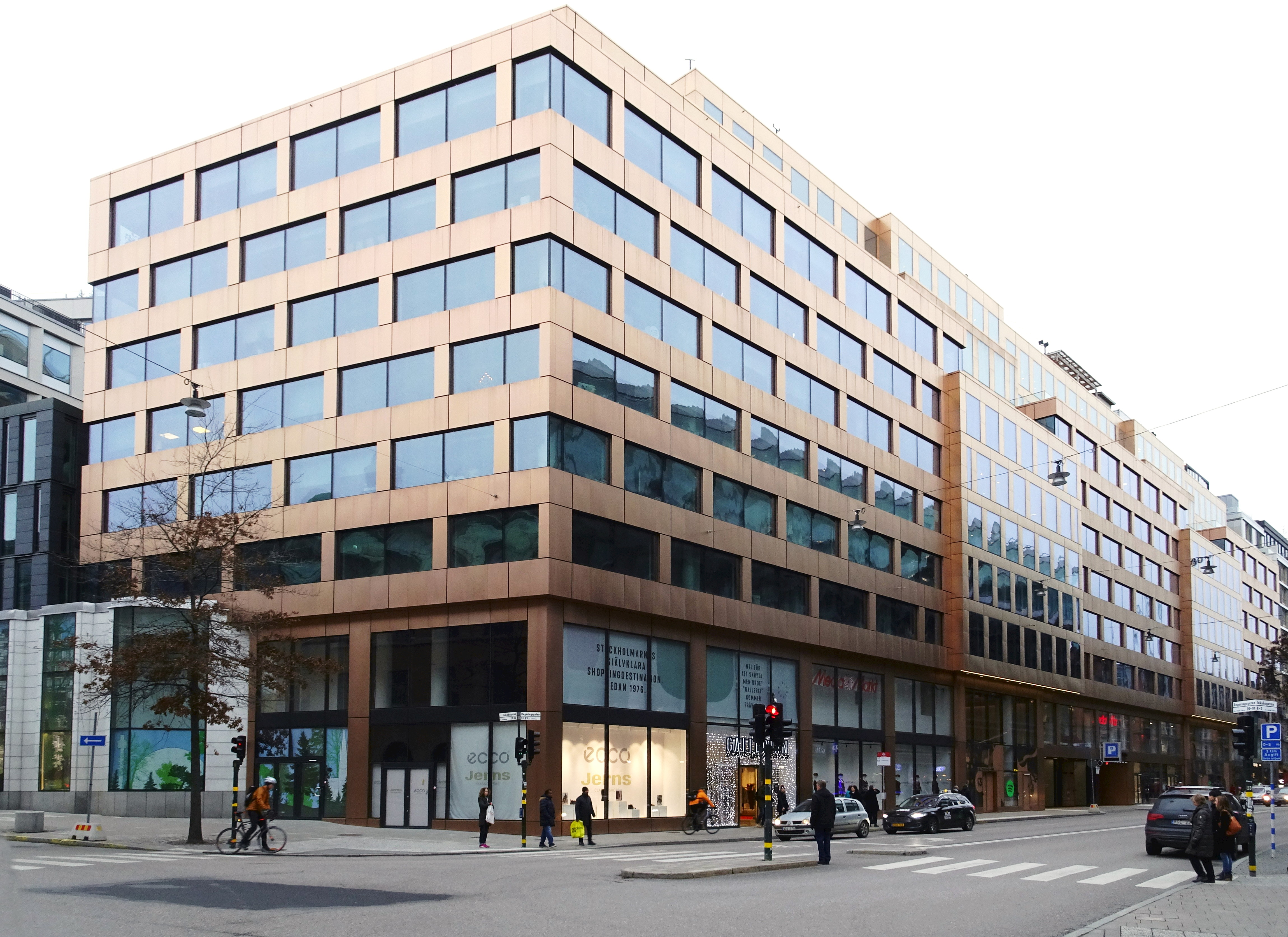
Trollhättan 31 (Jakobsgatan / Regeringsgatan)
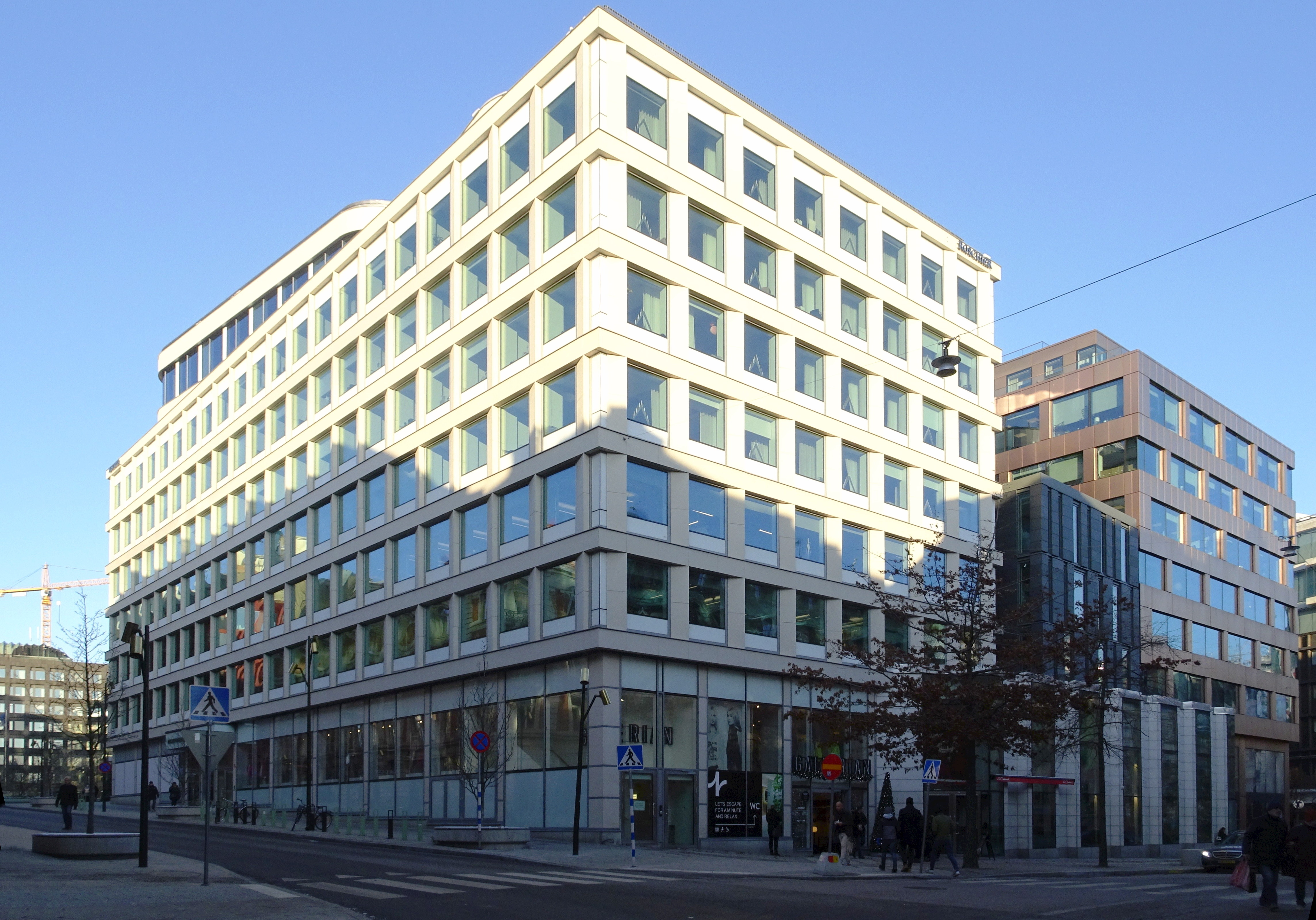
Trollhättan 32 (Jakobsgatan / Malmtorgsgatan)
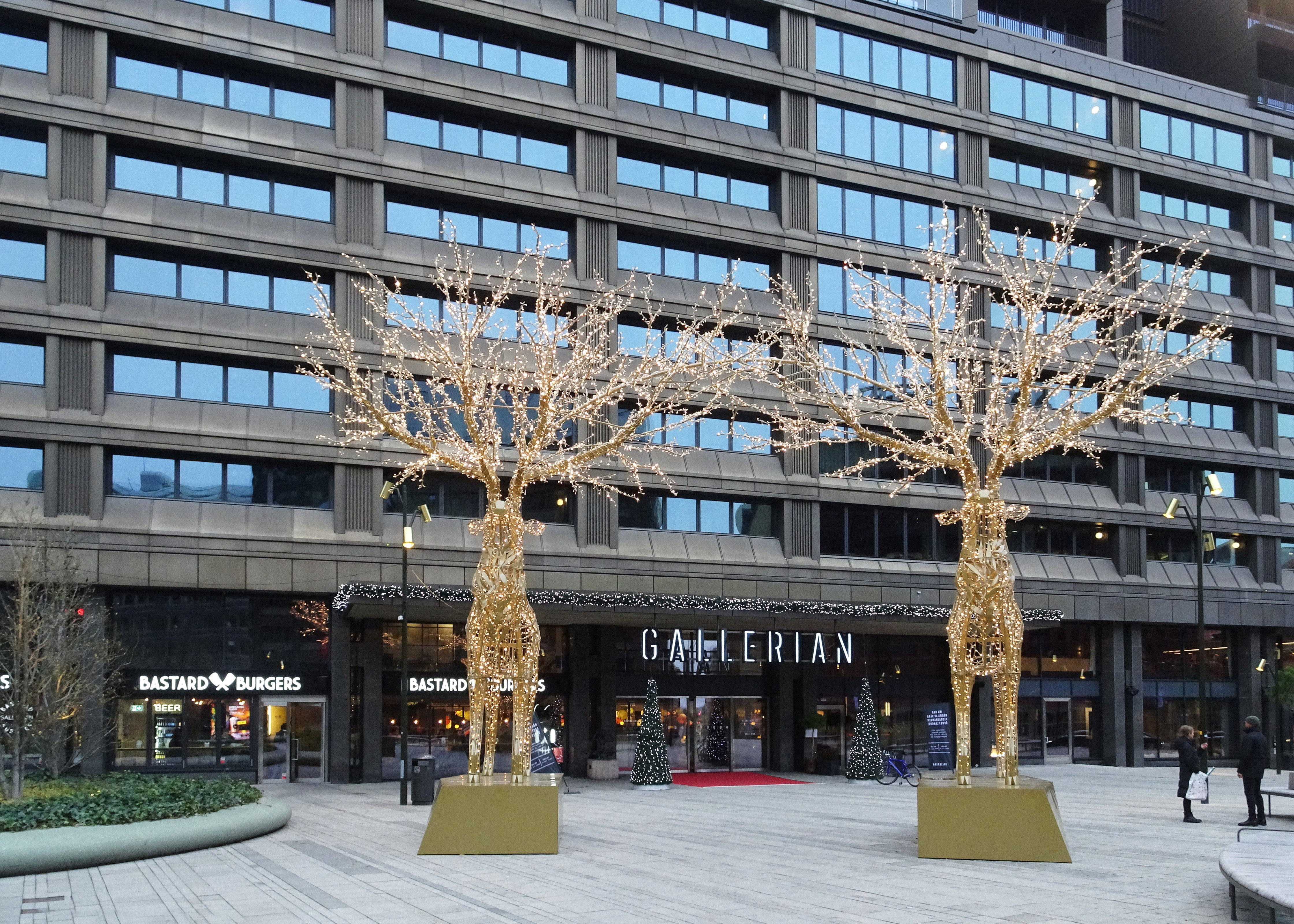
Trollhättan 33 (Brunkebergstorg)